# De soldatenmaker
De soldatenmaker is een Nederlandstalige jeugdroman, geschreven door Paul Biegel en uitgegeven in 1994 bij Uitgeverij Holland in Haarlem. De eerste editie werd geïllustreerd door Fiel van der Veen. Het boek werd achtereenvolgens vertaald in het Duits als Nachts kommen sie (1997) en in het Spaans als Vienen por la noche (1998).

## Inhoud
Met behulp van oud lood en een gasfornuis maken twee broers gezamenlijk een loden leger van soldaatjes. Op een ochtend ontdekt de jongste dat de opstelling van het leger is veranderd, zonder dat een van hen ermee heeft gespeeld. Als hij de nacht daarop wakker blijft ziet hij de soldaten tot leven komen. De jongen weet echter niet of hij dit gedroomd heeft of dat hij echt wakker was, hetgeen voor grote verwarring zorgt; moet hij ingrijpen of zich aan de hele zaak onttrekken?